# Jean Prouvé

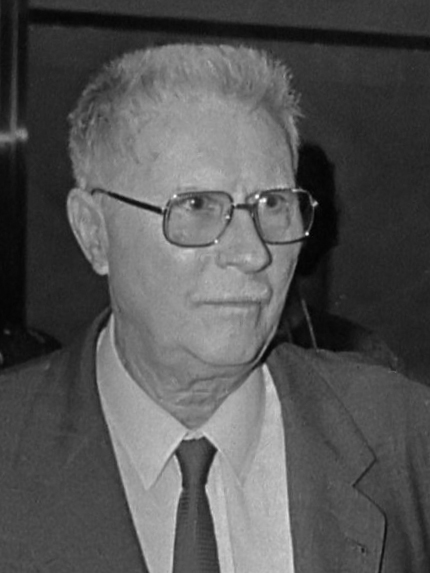
Jean Prouvé (1981)

Jean Prouvé (* 8. April 1901 in Paris; † 23. März 1984 in Nancy) war ein französischer Architekt und Designer.
Als ausgebildetem Kunstschmied gelang es ihm, eine richtungsweisende Architektur und neuartige Möbellösungen zu etablieren. Sein zentrales Bemühen war es, Produktionstechniken aus der Industrie auf die Architektur zu übertragen, ohne dabei die ästhetische Qualität des Ergebnisses aus den Augen zu verlieren. Er gilt als einer der herausragenden europäischen Konstrukteure.

## Leben
Prouvé wurde 1901 als zweites Kind des Malers Victor Prouvé (Mitbegründer der Schule von Nancy) und der Pianistin Marie Duhamel geboren. 1916 begann er eine Lehre als Kunstschmied bei Émile Robert in Enghien-les-Bains bei Paris. Nach Abschluss der Lehre setzte er seine Ausbildung bei Adalbert Szabo in Paris bis 1921 fort. 1924 eröffnete Prouvé seine eigene Werkstatt in Nancy und heiratete Madeleine Schott. 1927 folgte nach seiner Bekanntschaft mit Le Corbusier, Pierre Chareau und Robert Mallet-Stevens der erste bedeutende Auftrag mit der Gestaltung des Eingangstores der Villa Reifenberg von Robert Mallet-Stevens. 1929 wurde Jean Prouvé sein erstes Patent für Türen aus Stahlblech erteilt, 1930 wurde er Gründungsmitglied der Künstlervereinigung Union des Artistes Moderne – U.A.M., 1931 wandelte er seine Firma in eine Aktiengesellschaft (Les Ateliers Jean Prouvé S.A.) um und wechselte zugleich den Standort innerhalb von Nancy. Von 1940 bis 1944 beteiligte sich Prouvé an der Résistance und amtierte 1944/45 für einige Monate als Bürgermeister von Nancy. 1947 zog er mit seiner Firma von Nancy nach Maxéville und beschäftigte 200 Mitarbeiter. 1949 beteiligte sich Aluminium Française an den Werkstätten Maxéville, ein Jahr später wurde Jean Prouvé zum Ritter der Ehrenlegion ernannt. 1952 wurde ihm der Zugang zu seinen Werkstätten durch den Mehrheitsaktionär Aluminium Française untersagt, 1956 gründete er nach zwischenzeitlicher angestellter Tätigkeit für Aluminium Française „Les constructions Jean Prouvé“ gemeinsam mit Michel Bataille. 1971 war er als Nichtarchitekt Vorsitzender der Jury für den Wettbewerb des Centre Pompidou in Paris, was für internationale Diskussionen sorgte. 1981 bekam Jean Prouvé den niederländischen Erasmus-Preis verliehen, 1982 den „Großen Architekturpreis der Stadt Paris“. 1984 starb Jean Prouvé in Nancy.
Als Konstrukteur widmete sich Jean Prouvé ständig der Verbesserung und Optimierung von Produktionsabläufen. Viele seiner architektonischen Werke sind demontierbar und für eine Massenproduktion entwickelt worden. Einen wesentlichen Teil seines Schaffens widmete Jean Prouvé dem Design von Möbeln. Dabei sollten seine Möbel nicht nur funktionell und ästhetisch ansprechend, sondern auch preisgünstig herzustellen sein. Bis heute berühmt ist z. B. sein Fauteuil de Grand Repos, der inzwischen in einer Neuauflage auch wieder hergestellt wird. Mehrere berühmte Architekten und Designer berufen sich auf Jean Prouvé als Vorbild, der sie durch sein Werk inspiriert hat, unter ihnen Renzo Piano, Jean Nouvel und Norman Foster.
„In Jean Prouvé vereinigen sich Architekt und Ingenieur, richtiger noch, Architekt und Baumeister, denn alles, was er anfasst und gestaltet, bekommt sofort eine elegante und plastische Form, mit glänzend verwirklichten Lösungen in Bezug auf Haltbarkeit und industrielle Fertigung.“ (Le Corbusier)

## Architektur
Da Jean Prouvé kein Architekt war, musste er meist in Zusammenarbeit oder als Berater arbeiten. Die Bezeichnung „Konstrukteur“ trifft daher für seinen Status am ehesten zu. Seine Häuser und Fassadenelemente wurden oft unter Zeitnot und mit der Auflage einer nur temporären Nutzung entwickelt. Daher sind bis heute nur wenige Bauwerke erhalten geblieben. Viele Entwürfe kamen trotz einer ursprünglich geplanten Serienproduktion über die Herstellung eines Prototyps nicht hinaus. Jean Prouvé hat trotz seines autodidaktischen Status einen festen Platz in der Architekturgeschichte erlangen können. Sein architektonisches Werk wurde 2017–2018 in Arles in der La Grande Halle, Parc des Ateliers, mit einer großen Ausstellung gewürdigt, die viele originale Architektur-Entwürfe von Jean Prouvé zeigte.

### Auswahl der wichtigsten architektonischen Werke

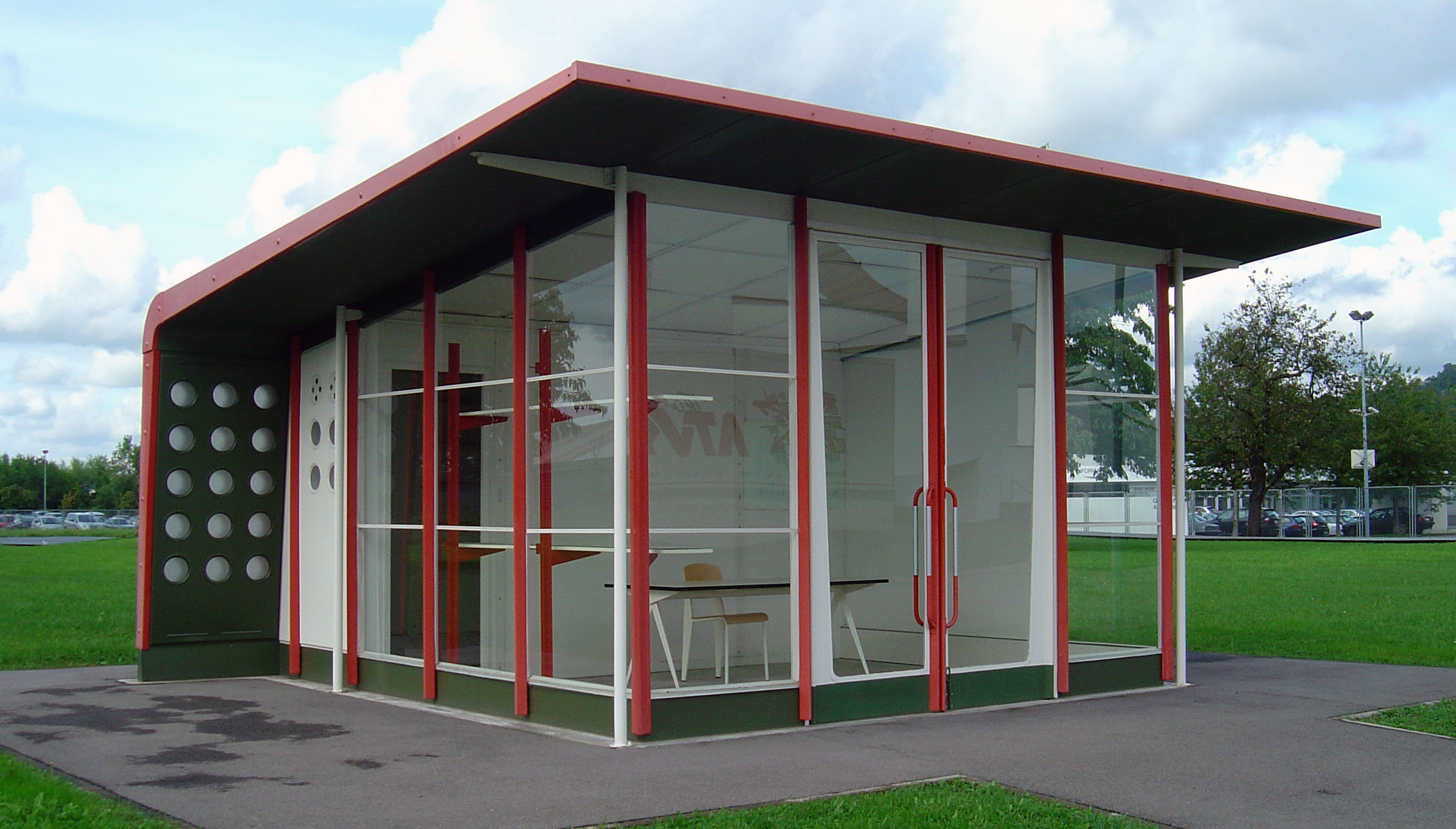
Tankstelle
im Vitra-Werk, Weil am Rhein

- 1927: Eingangstor der Villa Reifenberg, Paris (Arch.: Robert Mallet-Stevens)
- 1935: Fliegerclub Roland Garros, Buc (Arch.: Marcel Lods)
- 1935–39: Volkshaus, Clichy (Eugené Beaudonin und Marcel Lods)
- 1948: Entwicklung des System Coque
- 1948–51: Meridiansaal für das Pariser Observatorium (Arch.: André Rémondet)
- 1950: Sheddächer für die Druckerei Mame, Tours
- 1951: Fassade Messepalast, Lille (Arch.: Paul Herbé und Maurice Louis Gauthier)
- 1953: Tankstelle, 2003 auf dem Vitra Campus in Weil am Rhein wiederhergestellt
- 1953–54: Fassade am Wohnhaus Square Mozart, Paris (Arch.: Lionel Mirabeau)
- 1954: Haus Prouvé, Nancy; Pavillon zur Hundertjahrfeier für Aluminium Française, Paris
- 1956: Trinkhalle, Evian
- 1967: Fassade Tour Nobel, La Défense, Paris (Arch.: Jean de Mailly und Jaques Depussé)
- 1968: Tankstellen für die Firma Total, Messehalle, Grenoble (Arch.: Claude Prouvé)
- 1975: Campanile zu Notre-Dame-du-Haut
- 1980/81: Radarturm, Insel Ouessant (Arch.: J.-M. Jaquin)

## Möbel

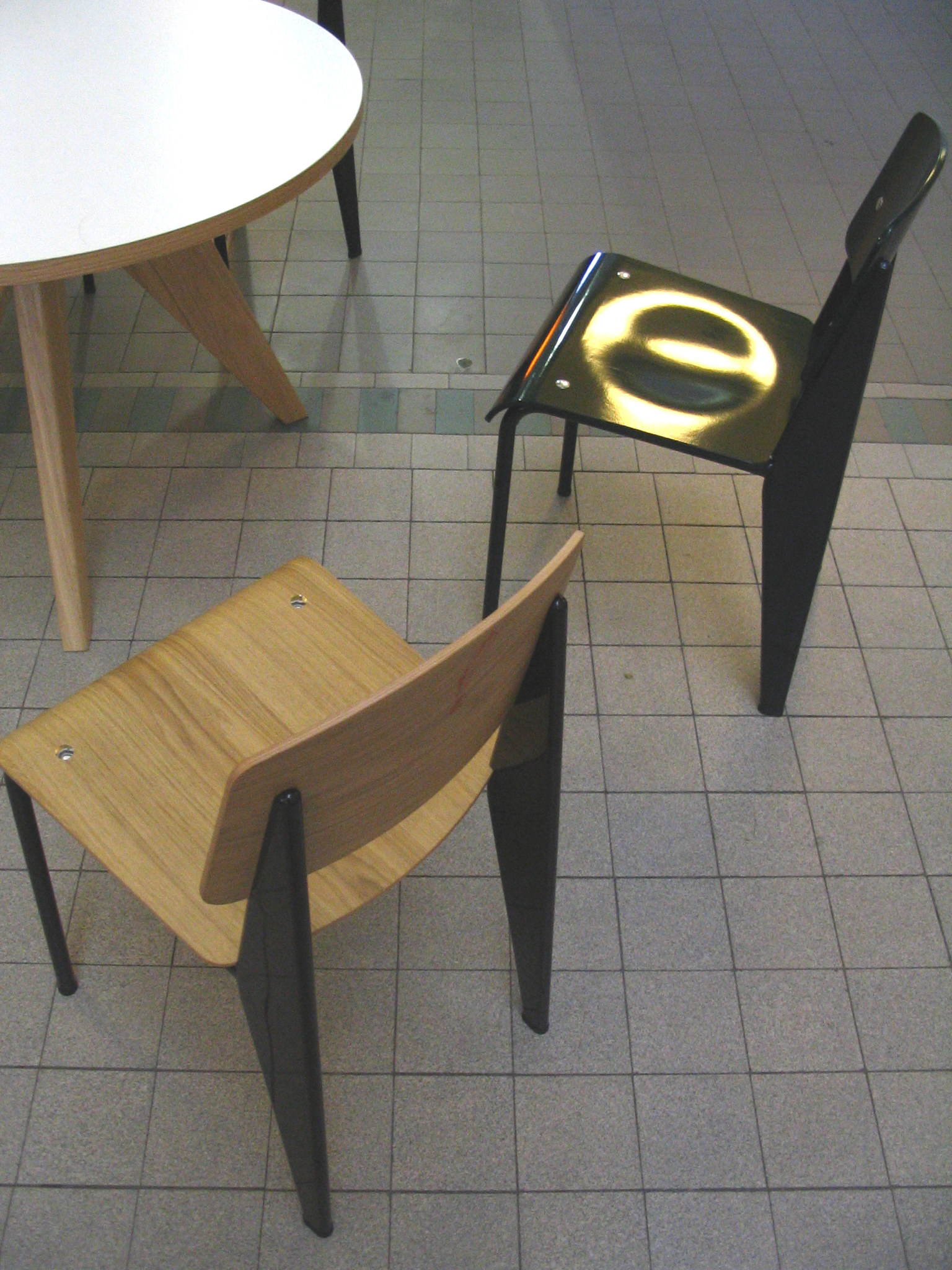
Chaises Jean Prouvé

Als gelernter Kunstschmied war für Jean Prouvé Metall der bevorzugte Werkstoff. Über profunde Materialkenntnisse und geschickten Einsatz von Verbindungstechniken gelang ihm jedoch auch eine perfekte Kombination mit Holz. Er bevorzugte eine „Sichtbarmachung“ der auftretenden Kräfte und setzte so die Materialien in einer ihm typischen, zum Teil überdimensionierten, Art und Weise ein. Als Handwerker entwarf er nur wenige Stücke am Reißbrett – seine Mitarbeiter mussten mit oftmals schemenhaften Skizzen Prototypen bauen und bis zur Serienreife dementsprechend oft korrigieren. Die enge Verbindung zwischen Entwurf, Prototypenbau und Herstellung der Serienprodukte wurde zu einer der Grundlagen seines Erfolges und mit der Übernahme seiner Firma durch Aluminium Française letztendlich unterbunden.

### Auswahl der wichtigsten Möbelentwürfe
- 1931: Möbel für die Cité Universitaire de Nancy (u. a. Armlehnstuhl Cité)
- 1934: Stuhl Standard No 4
- 1936: Schultisch mit zwei Stühlen
- 1945: Liege Lit Flavigny
- 1948: Stuhl Standard
- 1949: Tisch Compas
- 1950: Tisch Gueridon, Tisch Granito, Lampe Potence
- 1951: Hocker Tabbouret No. 307
- 1952: Tisch Trapez
- 1953: Anrichte Bahut
- 1954: Bestuhlung für die Cité Universitaire in Antony

## Film
- Das Wohnhaus des Jean Prouvé. Fernseh-Dokumentation, Frankreich, 2004, 24 Min., Regie: Richard Copans, Stan Neumann, Produktion: arte France, Reihe: Baukunst, Inhaltsangabe von arte